# ماركوس يوهانسون
ماركوس يوهانسون (بالسويدية: Marcus Johansson)‏ (1 فبراير 1994 السويد السويد - ) هو لاعب كرة قدم سويدي يلعب كمهاجم.

## روابط خارجية
- ماركوس يوهانسون على موقع اتحاد السويد (السويدية)
- ماركوس يوهانسون على موقع قاعدة بيانات كرة القدم.إي يو (الإنجليزية)